# A1 (Kroatië)
De A1 is een snelweg gelegen in Kroatië. De weg is op dit moment nog niet volledig voltooid, maar in de toekomst moet de weg volledig als snelweg te berijden zijn. Het traject zal dan lopen vanaf de hoofdstad Zagreb tot dicht bij de zuidelijke stad Dubrovnik, de snelweg is daarmee de langste van Kroatië. Op dit moment (juli 2018) is de weg voltooid tussen Zagreb en Ploče. In dit traject bevinden zich ook twee tunnels: de Mala Kapela-tunnel en de Sveti Rok-tunnel. Op het traject van de A1 wordt tol geheven.
Ten zuiden van Brinje is de A1 onderdeel van de Adriatisch-Ionische autosnelweg. Deze toekomstige autosnelweg zal vanaf Triëst in Italië langs de oostkust van de Adriatische en Ionische Zee naar Kalamáta in het zuiden van Griekenland lopen.

## Geschiedenis
Sinds de onafhankelijkheid van Kroatië van Joegoslavië is de huidige A3 niet langer de belangrijkste autowegverbinding in het land. Veel belangrijker en drukker bereden is de kustroute van/naar Dalmatië. Het eerste stuk van de weg - tussen Zagreb en Karlovac - werd echter wel al gedurende de Joegoslavische Republiek geopend (1972). De bouw werd echter pas na de onafhankelijkheid voortgezet en men begon met het traject Rijeka-Karlovac. De in de onafhankelijkheidsoorlog vernietigde brug bij Maslenica werd hersteld en daarna werd begonnen met de aanleg van een tunnel bij Sveti Rok. Sindsdien - vooral in de tweede helft van het eerste decennium van deze eeuw - is de weg in zuidelijke richting uitgebouwd en is de weg bijna voltooid.

## Staatsrechtelijke bijzonderheden
Kroatië is een van de weinige landen, waarvan het vasteland door een andere staat (Bosnië-Herzegovina) wordt onderbroken. Tussen de plaatsen Ploče en Dubrovnik ligt een stuk Bosnisch kustgebied bij de plaats Neum dat door de snelweg ontgaan dient te worden. Uit staatsrechtelijke overwegingen en vanwege een vlugge grenspassage wordt op het oorspronkelijk geplande traject een brug gebouwd tussen het vasteland en het schiereiland Peljesac: de Pelješacbrug. Deze brug werd op 26 juli 2022 ingehuldigd.  Het beperkt aantal rijstroken op de brug, maakt een afwerking als autosnelweg onmogelijk, zodat het oorspronkelijk plan de A1 tot Dubrovnik door te trekken niet werd weerhouden.

## Kunstwerken
Voor de aanleg van de snelweg door dit moeilijk toegankelijke gebied waren vele kunstwerken nodig. Zij maken in totaal ongeveer 10,8% van het traject uit. Vanaf de zomer van 2010 komt men op de route van de Kroatische hoofdstad naar Ploče in totaal 23,9 km aan tunnels en 25,6 km aan bruggen tegen. Bijzondere kunstwerken zijn o.a.:
- Drežnik-Viaduct over de Kupa (met 2485 m de langste brug in Kroatië)
- Mala-Kapela-Tunnel 5801 m/5761 m (langste tunnel van het land)
- Tunnel Brinje 1561 m/1540 m
- Tunnel Plasina 2300 m/2300 m
- Tunnel Grić 1244 m/1244 m
- Sveti-Rok-Tunnel 5727 m/5679 m (één na langste tunnel van het land)
- Tunnel Konjsko 1198 m/1198 m

Bij alle tunnels - met uitzondering van de twee langste - werden beide tunnelbuizen tegelijkertijd voor verkeer opengesteld. Op 30 mei 2009 werden ook de tweede tunnelbuizen van de Mala Kapela- en de Sveti Rok-tunnel geopend.
A1 · A2 · A3 · A4 · A5 · A6 · A7 · A8 · A9 · A10 · A11 · A12 · A13